# Uraspis uraspis
Uraspis uraspis es una especie de peces de la familia Carangidae en el orden de los Perciformes.

## Morfología
• Los machos pueden llegar alcanzar los 28 cm de longitud total.

## Distribución geográfica
Se encuentra desde el Mar Rojo y el Golfo Pérsico hasta Sri Lanka, India, Filipinas, Hawái, las Islas Ryukyu, norte de Australia y Reunión.